# Marmelete
Marmelete is een plaats (freguesia) in de Portugese gemeente Monchique. In 2001 telde de plaats 1087 inwoners.